# Matthias Schemmel
Matthias Schemmel (* 1969 in Hamburg) ist ein deutscher Wissenschaftshistoriker.

## Leben
Schemmel studierte Physik, Astronomie und Mathematik an der Universität Hamburg und Geschichte an der Humboldt-Universität zu Berlin. Von 1992 bis 1993 studierte er an der Universität Nanjing in China. Seit 1997 war er wissenschaftlicher Mitarbeiter am Max-Planck-Institut für Wissenschaftsgeschichte in Berlin. Er promovierte 2006 mit einer Dissertation mit dem Titel The English Galileo: Thomas Harriot’s work on motion as an example of preclassical mechanics, wofür er im selben Jahr den Nachwuchspreis der Georg-Agricola-Gesellschaft und 2007 den Georg-Uschmann-Preis für Wissenschaftsgeschichte der Leopoldina erhielt. Seit 2022 ist er Professor für Historische Epistemologie an der Universität Hamburg.
Seine Forschungsschwerpunkte sind langfristige Entwicklung fundamentaler Erkenntnisstrukturen, Geschichte der modernen Physik und Astronomie, Wissensgeschichte der frühen Neuzeit, Geschichte der Wissenschaften in China und politische Epistemologie.

## Schriften (Auswahl)
- The English Galileo: Thomas Harriot’s work on motion as an example of preclassical mechanics, Dissertation.
- Medieval representations of change and their early modern application. Berlin 2010.
- Elements of a historical epistemology of space. Berlin 2013, OCLC 935074144.
- mit Alexander Blum und Jürgen Renn: Experience and representation in modern physics. The reshaping of space. Berlin 2016.
- Everyday language and technical terminology. Reflective abstractions in the long-term history of spatial term. Berlin 2019.